# 냐짱 대성당
그리스도왕 성당(Christ the King Cathedral) 또는 냐짱 대성당(Nha Trang Cathedral)이라고 불리는 이 성당은 베트남 중부에 있는 가톨릭 냐짱 교구의 성모 교회다.

## 개요
이 교구는 1886년 프랑스 선교사들에 의해 설립되었다. 현재의 교회는 1928년 꾸이년의 사도 바이카리테에 따라 교구로서 고딕 부흥 양식으로 지어졌다. 그것은 1930년 부활절에 “그리스도 왕”(Christ the King)라는 제목으로 봉헌되었다. 그 후 이 성당에는 파리 외국행의 유명한 프랑스 신부 루이 발레(1869~1945)가 옆에 묻히고 그의 교구민들을 위해 일생을 바쳤다.
1957년 사도교향소가 세워졌고, 1960년 외국인 미사를 위해 온 몬시뇰 파케를 초대 주교로 삼아 교구가 창설되자 교회는 성당으로 선정되었다.
이 해안도시의 상부에 매우 잘 자리잡고 있는 성당에는 성녀 요안나 아르켄시스, 요한 마리아 비안네 같은 여러 프랑스 성인을 포함한 성인을 묘사한 스테인드글라스 창문이 눈에 띄게 많이 들어 있다.  그리고 예수의 삶에서 나온 여러 에피소드가 그려져 있다.

## 갤러리

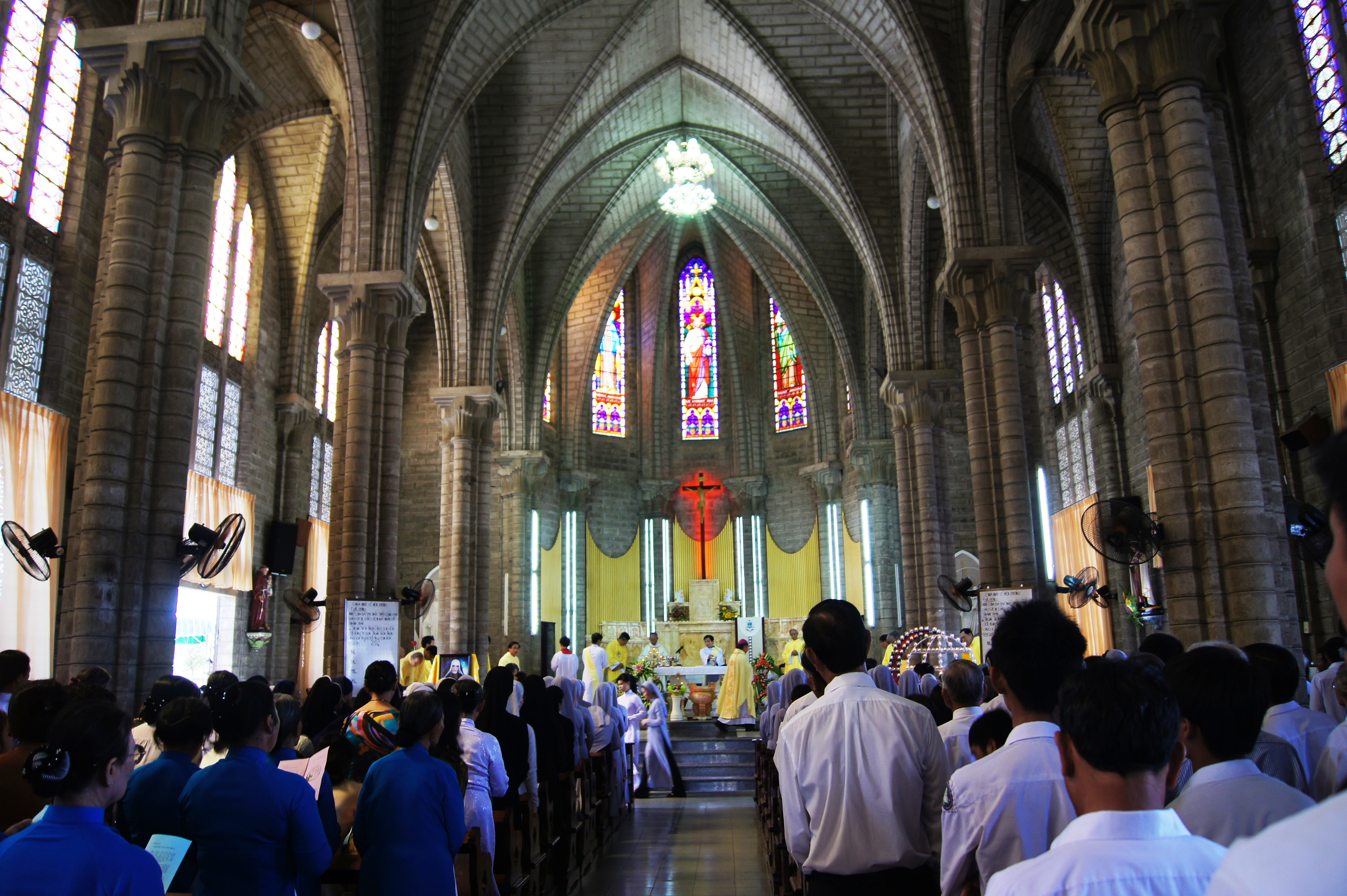
내부 모습
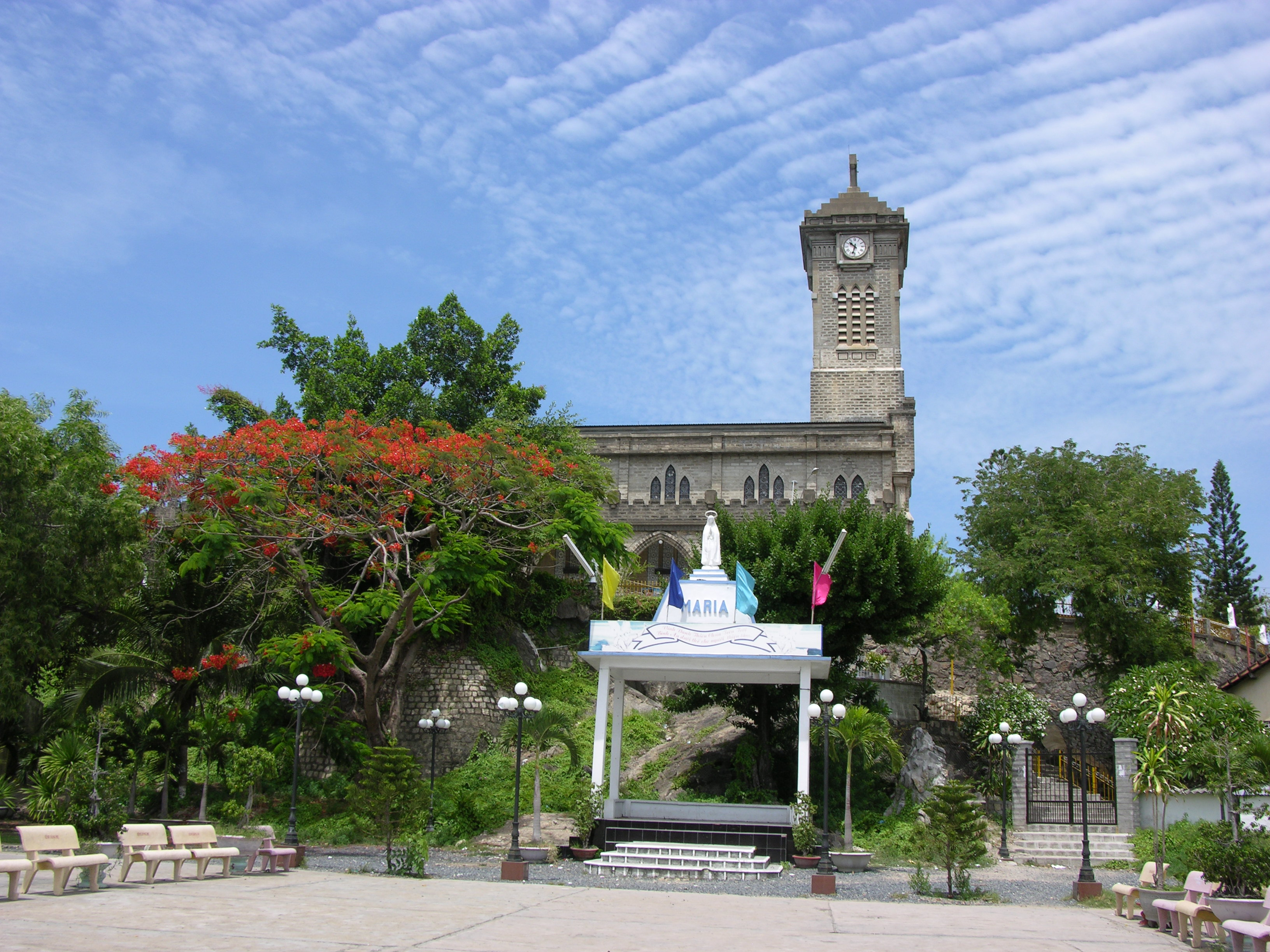
측면 모습
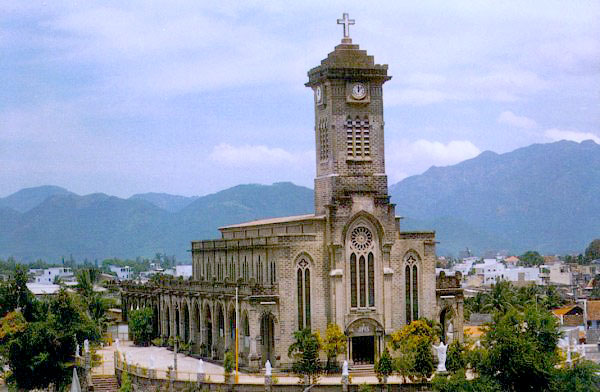
원거리 샷